# Sonora (Kalifornia)
Sonora település az Amerikai Egyesült Államok Kalifornia államában, Tuolumne megyében, melynek megyeszékhelye is. Lakosainak száma 5003 fő (2020. április 1.).

## Népesség
A település népességének változása:

| 2010 | 4 903 |
| 2020 | 5 003 |